# 메모리얼 스타디움 (볼티모어)
메모리얼 스타디움(Memorial Stadium)은 미국 메릴랜드주 볼티모어에 위치한 야구장이다. 과거 MLB 볼티모어 오리올스와 NFL 볼티모어 레이븐스, 볼티모어 콜츠 그리고 CFL 볼티모어 스탈리온즈의 홈경기장으로 사용했다.
| 메이저 리그 베이스볼 올스타전 개최 경기장 |                          |             |
| 1957년                                    | 1958년 메모리얼 스타디움 | 1959년      |
| 스포츠맨스 파크                           | 1958년 메모리얼 스타디움 | 포브스 필드 |
|                                           |                          |             |
|                                           |                          |             |